# Liste des langues des signes
Les langues des signes à l'usage des sourds peuvent être classées de deux manières différentes : une classification « géographique », par pays ou plutôt régions où les différentes langues des signes sont utilisées, et une classification «
génétique », par filiation des langues des signes entre elles. En effet, des langues des signes utilisées dans des régions géographiques proches peuvent avoir des origines linguistiques complètement différentes et dans certains pays comme le Sri Lanka ou la Tanzanie, il peut y avoir plusieurs écoles pour sourds utilisant différentes langues des signes tandis que d'autres pays comme l'Inde et le Pakistan, ou les pays d'Ex-Yougoslavie, partagent la même langue des signes avec des appellations différentes.
Certaines langues des signes peuvent aussi être utilisées par des personnes entendantes pour d'autres buts comme la communication quand l'utilisation de la parole n'est pas souhaitée (utilisation de mots tabous, un vœu de silence, signaux militaires, etc.) ou même dans un but artistique et symbolique (mudrā).

## Classification des langues de signes à l'usage des sourds
La classification des langues des signes est soit géographique, par régions du monde et pays où ces langues sont utilisées (ce qui n'a souvent aucun rapport avec la proximité lexicale, des langues proches géographiquement pouvant avoir des origines complètement différentes) soit génétique, en les classant par familles impliquant des relations génétiques entre ces langues.
Wittmann a réalisé un classement génétique comprenant les familles française, britannique, japonaise, allemande et les isolats. On peut ajouter la famille de la langue des signes arabe que Wittmann n'a pas traitée. Le tableau général situé plus bas permet ces deux classifications, en le triant soit géographiquement, soit par familles.

### Langues des signes contemporaines

#### Signes internationaux
Contrairement aux idées reçues, il n'existe pas de langue des signes internationale. Il existe cependant des signes internationaux utilisés dans certains contextes, notamment politique. L'iconicité des langues des signes

#### Langues des signes nationales
| Pays                             | Langue                                      | Code ISO 639‑3 | Famille     | Autres noms, sigles | Région         |
| -------------------------------- | ------------------------------------------- | -------------- | ----------- | --- | -------------- |
| Afrique du Sud                   | Langue des signes sud-africaine             | sfs            | britannique | South African Sign Language (en) (SASL) | Afrique        |
| Algérie                          | Langue des signes algérienne                | asp            | française   | لغة الإشارة الجزائر (ar), ⵜⴰⵎⵙⵍⴰⵢⵜ ⵜⴰⴷⵓⴳⴰⵎⵜ ⵏ ⵍⴻⵣⵣⴰⵢⴻⵔ Tamslayt Tadugamt n Lezzayer (ber)                                                                          | Afrique        |
| Burkina Faso                     | Langue des signes burkinabè                 | -              | isolat      | « Langue des signes mossi » | Afrique        |
| Cameroun                         | Langue des signes de Mofu Gudur             | mif            | isolat      | | Afrique        |
| Égypte                           | Langue des signes égyptienne                | esl            | arabe       | | Afrique        |
| Éthiopie                         | Langue des signes éthiopienne               | eth            | française   | | Afrique        |
| Gambie                           | Langue des signes gambienne                 | -              | anglaise    | | Afrique        |
| Ghana                            | Langue des signes ghanéenne                 | gse            | française   | | Afrique        |
| Ghana                            | Langue des signes d'Adamorobe               | ads            | isolat      | Adamorobe Sign Language (en) (AdaSL) | Afrique        |
| Ghana                            | Langue des signes de Nanabin                | -              | isolat      | | Afrique        |
| Guinée                           | Langue des signes guinéenne                 | gus            | française   | | Afrique        |
| Guinée-Bissau                    | Langue des signes bissau-guinéenne          | -              | isolat      | | Afrique        |
| Kenya                            | Langue des signes kényane                   | xki            | française   | Kenyan Sign Language (en) (KSL ou LAK) | Afrique        |
| Libye                            | Langue des signes libyenne                  | lbs            | arabe       | | Afrique        |
| Madagascar                       | Langue des signes malgache                  | mzc            | française   | | Afrique        |
| Mali                             | Langue des signes malienne                  | bog            | française   | | Afrique        |
| Mali                             | Langue des signes de Tebul                  | tsy            | isolat      | | Afrique        |
| Maroc                            | Langue des signes marocaine                 | xms            | française   | | Afrique        |
| Maurice                          | Langue des signes mauricienne               | lsy            | isolat      | Mauritian Sign Language (en) (MSL) | Afrique        |
| Mozambique                       | Langue des signes mozambicaine              | mzy            | isolat      | | Afrique        |
| Nigeria                          | Langue des signes nigériane                 | nsi            | française   | | Afrique        |
| Nigeria                          | Langue des signes de Bura                   | -              | isolat      | | Afrique        |
| Nigeria                          | Langue des signes haoussa                   | hsl            | isolat      | Maganar Hannu (ha) | Afrique        |
| Namibie                          | Langue des signes namibienne                | nbs            | isolat      | | Afrique        |
| Ouganda                          | Langue des signes ougandaise                | ugn            | française   | Ugandan Sign Language (en) (USL) | Afrique        |
| Sénégal                          | Langue des signes de M'bour                 | -              | isolat      | | Afrique        |
| Sierra Leone                     | Langue des signes sierra-léonaise           | sgx            | française   | | Afrique        |
| Soudan                           | Langue des signes soudanaise                | -              | isolat      | | Afrique        |
| Tanzanie                         | Langue des signes tanzanienne               | tza            | isolat      | Lugha ya Alama ya Tanzania (sw) (LAT) | Afrique        |
| Tchad                            | Langue des signes tchadienne                | cds            | française   | | Afrique        |
| Tunisie                          | Langue des signes tunisienne                | tse            | française   | | Afrique        |
| Zambie                           | Langue des signes zambienne                 | zsl            | ?           | Zambian Sign Language (en) (ZaSL) | Afrique        |
| Zimbabwe                         | Langue des signes zimbabwéenne              | zib            | française   | Zimsign (en) | Afrique        |
| Argentine                        | Langue des signes argentine                 | aed            | ?           | Lenguaje de señas argentinas (es) (LSA) | Amérique       |
| Bolivie                          | Langue des signes bolivienne                | bvl            | française   | Lenguaje de señas bolivianas (es) (LSB) | Amérique       |
| Brésil                           | Langue des signes brésilienne               | bzs            | isolat      | Lingua Brasileira de Sinais (pt) (LIBRAS) | Amérique       |
| Brésil                           | Langue des signes urubú-ka'apór             | uks            | isolat      | Língua de Sinais Kapor Brasileira (pt) (LSKB) | Amérique       |
| Canada (Nunavut)                 | Langue des signes inuit                     | -              | isolat      | Inuit Uukturausingit (iu), Dhuwala (iu) | Amérique       |
| Canada                           | Langue des signes maritime                  | nsr            | britannique | Maritime Sign Language (en) | Amérique       |
| Canada (Québec)                  | Langue des signes québécoise                | fcs            | française   | « Langue des signes du Québec », « Langue signe quebecars » (LSQ)                                                                                                  | Amérique       |
| Chili                            | Langue des signes chilienne                 | csg            | isolat      | Lenguaje de señas chileno (es), Lengua de señas chilena (es) (LSCh)                                                                                                | Amérique       |
| Colombie                         | Langue des signes colombienne               | csn            | française   | Lengua de señas colombianas (es) (LSC ou CSN) | Amérique       |
| Colombie                         | Langue des signes de Providencia            | prz            | isolat      | | Amérique       |
| Costa Rica                       | Langue des signes costaricienne             | csr            | française   | Lengua de señas de Costa Rica (es), Lenguaje de señas costarricense (es) (LESCO)                                                                                   | Amérique       |
| Costa Rica                       | Langue des signes costaricienne originelle  | -              | française   | | Amérique       |
| Costa Rica                       | Langue des signes bribri                    | -              | isolat      | | Amérique       |
| Costa Rica                       | Langue des signes brunca                    | -              | isolat      | | Amérique       |
| Cuba                             | Langue des signes cubaine                   | csf            | ?           | Lengua de señas cubanas (es) | Amérique       |
| Dominique                        | Langue des signes dominicaine               | doq            | française   | Lenguaje de señas dominicano(es), Lengua da señas dominicana(es) (LSRD)                                                                                            | Amérique       |
| Équateur                         | Langue des signes équatorienne              | ecs            | isolat      | Lengua de señas de ecuador (es) (LSEc) | Amérique       |
| États-Unis                       | Langue des signes américaine                | ase            | française   | American Sign Language (en) (ASL) | Amérique       |
| Guatemala                        | Langue des signes guatémaltèque             | gsm            | ?           | Lenguaje de señas guatemalteco (es), Lengua de señas de Guatemala (es) (LenSeGua)                                                                                  | Amérique       |
| Honduras                         | Langue des signes hondurienne               | hds            | ?           | Lengua de señas hondureñas (es) (LESHO) | Amérique       |
| Jamaïque                         | Langue des signes jamaïcaine                | jls            | française   | Jamaican Sign Language (en) (JSL) | Amérique       |
| Jamaïque                         | Langue des signes jamaïcaine rurale         | jcs            | isolat      | Jamaican Country Sign Language (en) (JCSL), Country Sign (en), Konchri Sain.                                                                                       | Amérique       |
| Mexique Guatemala                | Langue des signes maya yucatèque            | msd            | isolat      | « Langue des signes nohya », Lengua de señas yucateca (es) | Amérique       |
| Mexique                          | Langue des signes mexicaine                 | mfs            | française   | Lengua de señas mexicana (es), Lenguaje de señas de México (es), Lenguaje de señas mexicano (es), Lenguaje de signos mexicano (es), Lenguaje manual mexicana (LSM) | Amérique       |
| Nicaragua                        | Langue des signes nicaraguayenne            | ncs            | isolat      | Idioma de signos nicaragüense(es), Idioma de señas de Nicaragua(es) (ISN)                                                                                          | Amérique       |
| Panama                           | Langue des signes panaméenne                | lsp            | française   | Lengua de señas panameñas (es) (LSP) | Amérique       |
| Panama Chiriquí                  | Langue des signes de Chiriquí               | -              | ?           | Lengua de señas de Chiriqui (es) (LSCh) | Amérique       |
| Paraguay                         | Langue des signes paraguayenne              | pys            | isolat      | Lengua de señas paraguaya (es), lengua de señas del Paraguay (es), (LSPy)                                                                                          | Amérique       |
| Pérou                            | Langue des signes péruvienne                | prl            | isolat      | Lengua de señas peruana (es) Lenguaje de señas peruano (es) (LSP)                                                                                                  | Amérique       |
| Porto Rico                       | Langue des signes portoricaine              | psl            | française   | Puerto Rican sign language (en) (PRSL) | Amérique       |
| Salvador                         | Langue des signes salvadorienne             | esn            | isolat      | Lengua de señas salvadoreñas (es) (LESSA) | Amérique       |
| Trinité-et-Tobago                | Langue des signes trinidadienne             | lst            | isolat      | Trinidadian sign language (en), Trinidad and Tobago Sign Language (en) (TSL ou TTSL)                                                                               | Amérique       |
| Uruguay                          | Langue des signes uruguayenne               | ugy            | isolat ?    | Lengua de señas uruguaya (es) (LSU) | Amérique       |
| Venezuela                        | Langue des signes vénézuélienne             | vsl            | isolat      | Lengua de señas venezolana (es) (LSV) | Amérique       |
| Afghanistan                      | Langue des signes afghane                   | afg            | française   | | Asie/Pacifique |
| Australie                        | Langue des signes australienne              | asf            | britannique | Australian Sign Language (en) (AuSLan) | Asie/Pacifique |
| Chine                            | Langue des signes chinoise                  | csl            | isolat      | 中國手語 (zh), Zhong Guo Sign (en) (ZGS) | Asie/Pacifique |
| Chine (Hong Kong)                | Langue des signes de Hong Kong              | hks            | isolat      | 香港手語 (zh), Hong Kong Sign Language (en) (HKSL) | Asie/Pacifique |
| Chine (Macao)                    | Langue des signes de Macao (en)             | -              | ?           | 澳門手語 (zh) | Asie/Pacifique |
| Chine (Tibet)                    | Langue des signes tibétaine (en)            | -              | ?           | | Asie/Pacifique |
| Corée du Sud                     | Langue des signes coréenne                  | kvk            | japonaise   | 한국 수어 (ko), 한국 수화 (ko), transcription : Hanguk Soo-hwa | Asie/Pacifique |
| États-Unis (Hawaï)               | Langue des signes hawaïenne pigdin (en)     | hps            | française   | Hawaii Pidgin Sign Language (en) | Asie/Pacifique |
| Inde                             | Langue des signes indienne                  | ins            | britannique | | Asie/Pacifique |
| Inde                             | Langue des signes d'Alipur (en)             | -              | isolat      | | Asie/Pacifique |
| Inde                             | Langue des signes de Naga (en)              | -              | isolat ?    | | Asie/Pacifique |
| Indonésie                        | Langue des signes indonésienne (en)         | inl            | française   | Bahasa Isyarat Indonesia (id) (BII) | Asie/Pacifique |
| Indonésie                        | Langue des signes de Bengkala               | bqy            | isolat      | Kata Kolok (id), « langue des signes de Benkala ». | Asie/Pacifique |
| Indonésie                        | Langue des signes de Yogyakarta (en)        | -              | isolat      | | Asie/Pacifique |
| Philippines                      | Langue des signes philippine (en)           | psp            | française   | | Asie/Pacifique |
| Pakistan                         | Langue des signes pakistanaise              | pks            | britannique | | Asie/Pacifique |
| Japon                            | Langue des signes japonaise                 | jsl            | japonaise   | 日本手話 (ja), transcription : Nihon shuwa | Asie/Pacifique |
| Japon                            | Langue des signes d'Amami Oshima (en)       | -              | isolat      | | Asie/Pacifique |
| Laos                             | Langue des signes laotienne (en)            | lso            | ?           | | Asie/Pacifique |
| Malaisie                         | Langue des signes malaisienne               | xml            | française   | Bahasa Isyarat Malaysia (ms) (BIM), « Langue des signes de Kuala Lumpur »                                                                                          | Asie/Pacifique |
| Malaisie                         | Langue des signes de Penang (en)            | psg            | isolat      | | Asie/Pacifique |
| Malaisie                         | Langue des signes de Selangor (en)          | kgi            | isolat      | | Asie/Pacifique |
| Mongolie                         | Langue des signes mongole                   | msr            | ?           | | Asie/Pacifique |
| Népal                            | Langue des signes népalaise                 | nsp            | britannique | | Asie/Pacifique |
| Népal                            | Langue des signes de Ghandruk (en)          | gds            | isolat      | | Asie/Pacifique |
| Népal                            | Langue des signes de Jhankot (en)           | jhs            | isolat      | | Asie/Pacifique |
| Népal                            | Langue des signes de Jumla (en)             | jus            | isolat      | | Asie/Pacifique |
| Nouvelle-Zélande                 | Langue des signes néo-zélandaise            | nzs            | britannique | New Zealand Sign Language (en) (NZSL) | Asie/Pacifique |
| Îles Salomon                     | Langue des signes de Rennell (en)           | rsi            | isolat      | | Asie/Pacifique |
| Samoa                            | Langue des signes samoane (en)              | -              | ?           | | Asie/Pacifique |
| Singapour                        | Langue des signes de Singapour (en)         | sls            | britannique | 新加坡手语 (zh) | Asie/Pacifique |
| Sri Lanka                        | Langue des signes sri-lankaise (en)         | sqs            | isolat      | | Asie/Pacifique |
| Taïwan                           | Langue des signes taïwanaise                | tss            | japonaise   | 臺灣手語 (zh), transcription : Taiwan Ziran Shouyu | Asie/Pacifique |
| Thaïlande                        | Langue des signes thaï (en)                 | tsq            | française   | แบบสะกดนิ้วมือไทย (th), Thai Sign language (TSL) | Asie/Pacifique |
| Thaïlande                        | Vieille langue des signes de Bangkok (en)   | -              | isolat      | | Asie/Pacifique |
| Thaïlande                        | Langue des signes de Chiangmai              | csd            | isolat      | | Asie/Pacifique |
| Thaïlande                        | Vieille langue des signes de Chiangmai (en) | -              | isolat      | | Asie/Pacifique |
| Thaïlande                        | Langue des signes de Ban Khor               | bfk            | isolat      | | Asie/Pacifique |
| Thaïlande                        | Langue des signes de Huay Hai (en)          | -              | isolat      | | Asie/Pacifique |
| Thaïlande                        | Langue des signes de Na Sai (en)            | -              | isolat      | | Asie/Pacifique |
| Viêt Nam                         | Langue des signes de Hanoï (en)             | hab            | isolat      | | Asie/Pacifique |
| Viêt Nam                         | Langue des signes de Haïphong (en)          | haf            | isolat      | | Asie/Pacifique |
| Viêt Nam                         | Langue des signes de Ho Chi Minh Ville (en) | hos            | isolat      | | Asie/Pacifique |
| Albanie                          | Langue des signes albanaise                 | sqk            | isolat      | Gjuha e Shenjave Shqipe (sq) | Europe         |
| Allemagne                        | Langue des signes allemande                 | gsg            | allemande   | Deutsche Gebärdensprache (de) (DGS) | Europe         |
| Arménie                          | Langue des signes arménienne                | aen            | isolat      | | Europe         |
| Autriche                         | Langue des signes autrichienne              | asq            | française   | Österreichische Gebärdensprache (de) (ÖGS) | Europe         |
| Belgique                         | Langue des signes de Belgique francophone   | sfb            | lyonnaise   | (LSFB) | Europe         |
| Belgique                         | Langue des signes flamande                  | vgt            | lyonnaise   | Vlaamse Gebarentaal (nl) (VGT) | Europe         |
| Bulgarie                         | Langue des signes bulgare                   | bqn            | française   | | Europe         |
| Chypre                           | Langue des signes chypriote (en)            | -              | française   | Κυπριακή Νοηματική Γλώσσα (el) (CSL) | Europe         |
| Croatie                          | Langue des signes croate                    | csq            | française   | Croatian Sign Language (en) (CroSLan), Hrvatski Znakovni Jezik (hr) (HZJ)                                                                                          | Europe         |
| Danemark                         | Langue des signes danoise                   | dsl            | française   | Tegnsprog (da) | Europe         |
| Espagne                          | Langue des signes espagnole                 | ssp            | isolat      | Lengua de signos española (es) (LSE) | Europe         |
| Espagne (Catalogne)              | Langue des signes catalane                  | csc            | française   | Llengua de Signes Catalana (ca), Lengua de señas catalana (es) (LSC)                                                                                               | Europe         |
| Espagne (Communauté valencienne) | Langue des signes de Valence (en)           | vsv            | ?           | Llengua de Signes en la Comunitat Valenciana (ca) (LSCV) | Europe         |
| Estonie                          | Langue des signes estonienne                | eso            | ?           | Eesti viipekeel (ekk) | Europe         |
| Finlande                         | Langue des signes finnoise                  | fse            | française   | Suomalainen viittomakieli (fi) (SVK) | Europe         |
| Finlande                         | Langue des signes finno-suédoise (en)       | fss            | française   | finlandssvenskt teckenspråk (sv), suomenruotsalainen viittomakieli (fi)                                                                                            | Europe         |
| France                           | Langue des signes française                 | fsl            | française   | (LSF) | Europe         |
| France                           | Langue des signes lyonnaise                 | lsg            | lyonnaise   | | Europe         |
| Grèce                            | Langue des signes grecque                   | gss            | française   | Ελληνική Νοηματική Γλώσσα (el) (GSL) | Europe         |
| Hongrie                          | Langue des signes hongroise                 | hsh            | française   | Magyar jelnyelv (hu) | Europe         |
| Irlande                          | Langue des signes irlandaise                | isg            | française   | Teanga Chomharthaíochta na hÉireann (ga) (TCÉ), Irish Sign Language (ISL, ISG)                                                                                     | Europe         |
| Islande                          | Langue des signes islandaise                | icl            | française   | Íslenskt Táknmál (is) | Europe         |
| Italie                           | Langue des signes italienne                 | ise            | française   | Lingua dei Segni Italiana (it) (LIS) | Europe         |
| Kosovo                           | Langue des signes kosovare (en)             | -              | française   | Gjuha e Shenjave Kosovare (GjShK) | Europe         |
| Lettonie                         | Langue des signes lettone                   | lsl            | française   | Latviešu Zīmju Valoda (lv) | Europe         |
| Lituanie                         | Langue des signes lituanienne               | lls            | ?           | Lietuvių gestų kalba (lt) | Europe         |
| Macédoine du Nord                | Langue des signes macédonienne (en)         | -              | ?           | Македонски знаковен јазик (mk), transcription : Makedonski znakoven jazik                                                                                          | Europe         |
| Malte                            | Langue des signes maltaise                  | mdl            | ?           | Lingwi tas-Sinjali Maltin (mt) (LSM) | Europe         |
| Moldavie                         | Langue des signes moldave                   | vsi            | ?           | | Europe         |
| Norvège                          | Langue des signes norvégienne               | nsl            | française   | Tegnspråk (no) | Europe         |
| Pays-Bas                         | Langue des signes néerlandaise              | dse            | française   | Nederlandse Gebarentaal (nl) (NGT), Sign Language of the Netherlands (en) (SLN)                                                                                    | Europe         |
| Pologne                          | Langue des signes polonaise                 | pso            | allemande   | Polski Język Migowy (pl) (PJM) | Europe         |
| Portugal                         | Langue des signes portugaise                | psr            | française   | Língua Gestual Portuguesa (pt) (LGP) | Europe         |
| Roumanie                         | Langue des signes roumaine                  | rms            | française   | Limbaj Mimico-Gestual Românesc (ro) (LMG) | Europe         |
| Royaume-Uni (Irlande du Nord)    | Langue des signes nord-irlandaise           | -              | britannique | Northern Ireland Sign Language (en) | Europe         |
| Royaume-Uni                      | Langue des signes britannique               | bfi            | britannique | British Sign Language (en) (BSL) | Europe         |
| Russie                           | Langue des signes russe                     | rsl            | française   | Русский жестовый язык (ru), transcription : Rousski jestovy yazyk                                                                                                  | Europe         |
| Slovaquie                        | Langue des signes slovaque                  | svk            | française   | Slovník Posunkovej Reči (sk) | Europe         |
| Slovénie                         | Langue des signes slovène                   | -              | française   | Slovenski znakovni jezik (sl) | Europe         |
| Suède                            | Langue des signes suédoise                  | swl            | française   | Svenskt teckenspråk (sv) (TSP) | Europe         |
| Suisse                           | Langue des signes suisse alémanique         | sgg            | française   | Deutschschweizer Gebärdensprache (de) (DSGS), Natürliche Gebärdensprache (de)                                                                                      | Europe         |
| Suisse                           | Langue des signes suisse italienne          | slf            | française   | | Europe         |
| Suisse                           | Langue des signes suisse romande            | ssr            | française   | « Langage gestuel » | Europe         |
| République tchèque               | Langue des signes tchèque                   | cse            | française   | Český znakový jazyk (cs) (CZJ) | Europe         |
| Ukraine                          | Langue des signes ukrainienne               | ukl            | française   | українська мова жестів (uk) | Europe         |
| Yougoslavie                      | Langue des signes yougoslave                | ysl            | française   | | Europe         |
| Arabie saoudite                  | Langue des signes saoudienne (en)           | sdl            | arabe       | السعودية مترجمي لغة الاشارة (ar) | Moyen-Orient   |
| Émirats arabes unis              | Langue des signes émirati (en)              | -              | arabe       | الامارات مترجمي لغة الاشارة (ar) | Moyen-Orient   |
| Irak                             | Langue des signes irakienne                 | -              | arabe       | العراقى مترجمي لغة الاشارة (ar) | Moyen-Orient   |
| Iran                             | Langue des signes perse                     | psc            | ?           | | Moyen-Orient   |
| Israël                           | Langue des signes israélienne               | isr            | allemande   | שפת סימנים ישראלית (he) | Moyen-Orient   |
| Israël                           | Langue des signes bédouine d'Al-Sayyid (en) | syy            | isolat      | Al-Sayyid Bedouin Sign Language (en) (ABSL) | Moyen-Orient   |
| Israël                           | Langue des signes de Ghardaia (en)          | -              | isolat      | | Moyen-Orient   |
| Jordanie                         | Langue des signes jordanienne               | jos            | arabe       | الاردنية مترجمي لغة الاشارة (ar), transcription : Lughat il-Ishaarah il-Urduniah (LIU)                                                                             | Moyen-Orient   |
| Koweït                           | Langue des signes koweïtienne (en)          | -              | arabe       | لغة الاشارة الكويتية (ar) | Moyen-Orient   |
| Liban                            | Langue des signes libanaise (en)            | -              | arabe       | لغة الإشارات اللبنانية (ar), transcription : Lughat al-Isharat al-Lubnaniya                                                                                        | Moyen-Orient   |
| Oman                             | Langue des signes omanaise (en)             | -              | arabe       | العماني لغة الأشارة (ar) | Moyen-Orient   |
| Palestine                        | Langue des signes palestinienne (en)        | -              | arabe       | لغة الاشارات الفلسطينية (ar) | Moyen-Orient   |
| Qatar                            | Langue des signes qatari (en)               | -              | arabe       | القطري لغة الأشارة (ar) | Moyen-Orient   |
| Syrie                            | Langue des signes syrienne (en)             | -              | arabe       | | Moyen-Orient   |
| Turquie                          | Langue des signes turque                    | tsm            | ?           | Türk İşaret Dili (tr) (TİD) | Moyen-Orient   |
| Turquie                          | Langue des signes de Mardin (en)            | -              | isolat      | | Moyen-Orient   |
| Yémen                            | Langue des signes yéménite (en)             | -              | arabe       | اليمني لغة الأشارة (ar) | Moyen-Orient   |

### Langues des signes historiques
- Français signé : un moyen de communication visuel couramment utilisée par la génération des sourds instruits et éduqués pendant les deux premiers tiers du XIXe siècle, surtout après le congrès de Milan en 1880.
- Vieille langue des signes française : langue des signes utilisée en France aux XVIIe et XVIIIe siècles ;
- Langue des signes de Martha Vineyard (en) : langue des signes villageoise autrefois largement utilisée sur l'île de Martha's Vineyard au large des côtes du Massachusetts aux États-Unis, entre le début du XVIIIe siècle et 1952 ;
- Vieille langue des signes du Kent (en) : langue des signes villageoise éteinte, utilisée au XVIIe siècle dans le Kent au Royaume-Uni, qui a été remplacée par la langue des signes britannique ;
- Langue des signes ottomane (en) : langue des signes utilisée à la cour ottomane (en) aux XVIe et XVIIe siècles.

## Langues des signes auxiliaires
- Langue des signes monastique : méthode de communication pour les moines ayant fait vœu de silence ;
- Langues des signes aborigènes australiennes (en) : méthode de communication utilisée par les Aborigènes d'Australie ;
- Langue des signes des Indiens des Plaines : méthode de communication utilisée par les Indiens des Plaines en Amérique du Nord ;
- Langue des signes du Plateau : méthode de communication utilisée par les indigènes du Plateau du Columbia aux États-Unis ;
- Langue des signes pour bébé : usage des signes pour aider au développement des jeunes enfants ;
- Signes du Baseball : méthode utilisée pour communiquer des stratégies sans que les adversaires l'apprennent ;
- Méthode Kodály : usage de signes pour communiquer des notes de musique ;
- Makaton : langage créé pour permettre aux personnes ayant des troubles de la parole, du langage ou des problèmes d'apprentissage ;
- Signaux gestuels militaires (en) : système standardisé pour la transmission silencieuse d'ordres et d'informations ;
- Mudrā : positions codifiées et symboliques des mains d'une personne, d'un personnage ou d'une divinité dans le bouddhisme ou l’hindouisme ;
- Tic-tac : méthode traditionnelle pour transmettre les paris sur les hippodromes britanniques.
- Gestuelle de réunion: gestes utilisés lors de réunions et grandes assemblées pour exprimer silencieusement son avis sur les propos d'un orateur ainsi que pour faciliter les processus de prise de décision par consensus ;